# 쿠니오군: 더 월드 클래식스 컬렉션
《쿠니오군: 더 월드 클래식스 컬렉션》은 아크 시스템 웍스가 발매한 비디오 게임 합본이다. 《쿠니오군》 시리즈 중 패밀리 컴퓨터로 발매된 게임들을 모두 수록했다.
최초로 발매된 판은 2016년 닌텐도 3DS로 발매한 《쿠니오군: 열혈 컴플리트 패미컴 편》으로, 일본 및 한국 지역에서만 발매됐다. 2018년에 플레이스테이션 4, 엑스박스 원 및 닌텐도 스위치로 발매된 《더 월드 클래식스 컬렉션》의 경우 쿠니오군 게임과 더불어 북미 지역에 발매된 영어판 및 패미컴판 《더블 드래곤》 게임 세 작품을 추가로 수록했다.

## 수록 게임
2016년에 출시된 《열혈 컴플리트 패미컴 편》 버전은 패밀리 컴퓨터판 《쿠니오군》 게임들 11종이 수록됐다.
- 《열혈경파 쿠니오군》 (1986)
- 《얼혈고교 피구부》 (1988)
- 《다운타운 열혈 이야기》 (1989)
- 《열혈고교 피구부 축구편》 (1990)
- 《다운타운 열혈행진곡: 가자 대운동회》 (1990)
- 《다운타운 스페셜: 쿠니오군의 시대극이다 전원집합!》 (1991)
- 《깜짝 열혈신기록! 아득한 금메달》 (1992)
- 《가자가자! 열혈 하키부: 미끄러지고 구르는 대난투》 (1992)
- 《열혈격투전설》 (1992)
- 《쿠니오군의 열혈 축구》 (1993)
- 《열혈! 길거리 농구: 힘내라 덩크 히어로즈》 (1993)

2018년에 출시된 《더 월드 클래식스 컬렉션》에선 위 게임들에 더해 북미 지역에 발매된 영어판 4종과 패미컴판 《더블 드래곤》 3종이 추가됐다. 또한 예약 구매자들에게 한정적으로 《열혈고교 피구부》에서 주인공을 화원고교의 리키로 바꾼 《화원고교 피구부》가 지급됐다.
- 《레네게이드》
- 《슈퍼 돗지볼》
- 《리버 시티 랜섬》
- 《크래시 앤 더 보이: 스트리트 챌린지》
- 《더블 드래곤》
- 《더블 드래곤 II》
- 《더블 드래곤 III》
- 《화원고교 피구부》 (예약 특전)

## 참조
1. ↑  일본어: くにおくん ザ・ワールド クラシックスコレクション, 영어: Kunio-kun: The World Classics Collection
2. ↑  일본어: くにおくん熱血コンプリート ファミコン編